# مجموعه حوادث ناگوار
ماجرا های ناگوار (به انگلیسی: A Series of Unfortunate Events) یک سری ۱۳ جلدی داستان کودکان نوشته شده توسط دنیل هندلر با نام مستعار لمونی اسنیکت و تصویرگری برت هلکوئیست است. ماجراهای ناگوار در رده داستان‌های طنز و تا حدودی درام قرن ۲۰ میلادی طبقه‌بندی شده‌است.

## خلاصه داستان‌ها
1. شروع ناگوار: ویولت و کلاوس و سانی بودلر سه خواهر و برادر از یک پدر و مادر ماجراجو و ثروتمند بودند که در ساحل برینی بریچ می‌فهمند که پدر و مادرشان در آتش‌سوزی بزرگی از بین رفتند و آن‌ها باید از این به بعد در خانه کُنت اُلاف که یکی از فامیل‌های دورشان است زندگی کنند. کنت الاف با نقشه‌ای با استفاده از قانون ازدواج آن‌ها را مجبور می‌کند که ویولت به عقد کنت الاف درآید تا کنت وارث وی شود و بتواند از ثروت آن‌ها استفاده کند که با زیرکی ویولت نقشه‌اش ناکام می‌ماند و فرار می‌کند.[۲]
2. سالن خزندگان: بچه‌ها سپس به خانه دایی مونتی (مونتگمری مونتگمری)، خزنده شناس مشهور می‌روند که آن‌ها را بسیار دوست دارد و به خوبی از آن‌ها مراقبت می‌کند ولی چند روز بعد توسط کنت الاف که با هویت جعلی استفانو دستیار وی شده، کشته می‌شود. باز با همکاری سه خواهر و برادر نقشه کنت دربارهٔ خودشان ناکام می‌ماند و کنت فرار می‌کند[۳]
3. پنجره بزرگ: سپس بچه‌ها به خانه عمه ژوزفین فرستاده می‌شوند. عمه ژوزفین که روزگاری بسیار شجاع بوده پس از حوادثی عجیب که به مرگ پدر و مادر بچه‌ها نیز ربط دارد، اکنون از همه چیز وحشت دارد و در مورد دستور زبان بسیار سخت گیر است. باز کنت الاف با نقشه‌ای او را نیز از بین می‌برد و بچه‌ها را از غار کدلد به بیرون می‌کشد ولی باز نقشه‌اش ناکام می‌ماند.[۴]
4. کارگاه مصیبت‌بار: سپس کارگاه چوب بری لاکی اسملز می‌روند و سخت کار می‌کنند. آن‌ها با فلیپ یک مرد خوشبین و چارلز یک مرد مهربان آشنا می‌شوند اما رئیس کارگاه (آقا) از آن‌ها بیگاری می‌کشد و سرپرست کارگران نیز همدست کنت الاف است که با نقشه‌ای از طریق هیپنوتیزم می‌خواهند که ثروت آن‌ها را به دست آورد اما دوباره شکست می‌خورد.[۵]
5. مدرسه سختگیر: بودلرها به مدرسهٔ شبانه‌روزی پروفراک فرستاده می‌شوند و با عقاید و اخلاق عجیب ناظم روبه‌رو می‌شوند. کنت الاف دوباره به صورت معلم ورزش ظاهر می‌شود و با روش‌هایی عجیب سعی می‌کند بچه‌ها از مدرسه اخراج شوند تا بتواند ثروت آن‌ها را بدزدد؛ ولی فقط موفق می‌شود دوستان جدید بچه‌ها، ایزادورا و دانکن، دو تا از سه قلوهای کواگمایر را بدزدد.[۶]
6. آسانسور قلابی: بچه‌ها به خانه قیم‌های جدیدشان ازمی و جروم اسکوالرمی‌روند وکواگمایرها را در یک چاه آسانسور پیدا می‌کنند اما موفق به نجات آن‌ها نمی‌شوند. ازمی که فردی ثروتمند و مدپرست است به گروه کنت الاف می‌پیوندد تا ثروت بودلرها را به چنگ بیاورد ولی ناکام می‌ماند.[۷]
7. دهکده شوم: بچه‌ها تحت سرپرستی یک دهکده بنام وی‌اف‌دی که یعنی دهکدهٔ دوستداران پرنده قرار می‌گیرند و در آن با قوانینی عجیب و غریب دست و پنجه نرم می‌کنند. اهالی دهکده جک اسنیکت را با کنت الاف اشتباه می‌گیرند و او را می‌کشند. ایزادورا و دانکن کواگمایر موفق می‌شوند با یک خانهٔ متحرک گرم خودکفا از چنگ کنت الاف فرار کنند.[۸]
8. بیمارستان خطرناک: حالا بچه‌ها به عنوان فراری مجرم شناخته شده همیشه در فرارند ولی این بار به بیمارستانی می‌روند که آنجا کنت الاف می‌خواهد با عملی عجیب سر ویولت را قطع کند تا بتواند بر آن‌ها مسلط شود که با کمک کلاوس و سانی نمی‌تواند. بچه‌ها با مدارکی حاکی از اینکه پدر یا مادر آن‌ها زنده‌است رو به رو می‌شوند.[۹]
9. سیرک مرگبار:اکنون آن‌ها در هیبت یک ناقص‌الخلقه دو سر و یک گرگ به سیرک کالیاری می‌روند و مجبور می‌شوند پس از آتش زدن سیرک فرار کنند و سانی از آن‌ها جدا شده به دست کنت الاف می‌افتد[۱۰]
10. آبشار یخ زده:بودلرها در کوهستانی با کوییگلی، برادرایزادورا و دانکن کواگمایر، دوقلوهایی که در مدرسه دیدند، روبه رو می‌شوند و با کمک او سانی را نجات می‌دهند.[۱۱]
11. غار غم‌انگیز:بودلرها توسط یک زیردریایی که یکی از خدمهٔ آن فلیپ است نجات پیدا می‌کنند. آن‌ها همراه کاپیتان ویدرشینز و دختر خوانده‌اش فیونابه جستجوی شکردان می‌روند. سانی توسط یک قارچ سمی آلوده می‌شودولی ویولت و کلاوس او را نجات می‌دهند. در نهایت بچه‌ها به ساحلی می‌روند و با کیت اسنیکت دریک تاکسی ملاقات می‌کنند.[۱۲]
12. خطر ماقبل آخر:بودلرها به کمک کیت اسنیکت به هتل دینومان می‌رسند تا برای وی‌اف‌دی مأموریتی انجام دهند؛ ولی در آخر مجبور به آتش زدن هتل و فرار با کنت الاف می‌شوند.[۱۳]
13. پایان: پایان داستان بودلرها رفتن به جزیره ای بی‌نام و نشان است. در حالی که کنت الاف می‌میرد، کیت اسنیکت باردار هم بچه‌ای به دنیا می‌آورد ولی در حین زایمان جان خود را از دست می‌دهد. بودلرها بچه را بزرگ می‌کنند و نامش را طبق نام مادر خودمی گذارند: بئاتریس...[۱۴]

## نکات
در مجموعه انگلیسی همه کتاب‌ها عنوانی دو کلمه ای دارند که حروف اول دو کلمه مشابه‌اند. از این رو کلمات پرتی در عناوین استفاده شده مثلاً (The Slippery Slope) که «آبشار یخ‌زده» ترجمه شده در حالی که معنای لغوی آن «شیب لیز» است و به کنایه به وضعی گفته می‌شود که کسی خود را گرفتار ماجرایی می‌کند که مدام وضع او را بدتر و بدتر می‌کند و راه فراری هم ندارد. این رابطه در همه کتاب‌ها وجود دارد به جز کتاب آخر که عنوان آن از یک کلمه تشکیل شده‌است: (The End) به معنای «پایان».

## کتاب‌ها
1. شروع ناگوار (۱۹۹۹)
2. سالن خزندگان (۱۹۹۹)
3. پنجره بزرگ (۲۰۰۰)
4. کارگاه مصیبت‌بار (۲۰۰۰)
5. مدرسه سخت‌گیر (۲۰۰۰)
6. آسانسور قلابی (۲۰۰۱)
7. دهکده شوم (۲۰۰۱)
8. بیمارستان خطرناک (۲۰۰۱)
9. سیرک مرگبار (۲۰۰۲)
10. آبشار یخ‌زده (۲۰۰۳)
11. غار غم‌انگیز (۲۰۰۴)
12. خطر ماقبل آخر (۲۰۰۵)
13. پایان (۲۰۰۶)

## در دیگر رسانه‌ها
در سال ۲۰۰۴ فیلم سرگذشت ناگوار، داستان‌های لمونی اسنیکت با اقتباس از سه کتاب اول ساخته شد.
در سال‌ ۲۰۱۷–۲۰۱۹ نتفلیکس سریال مجموعه حوادث ناگوار را در سه فصل با اقتباس از هر ۱۳ کتاب ساخت.